# OpenArena
OpenArena es un videojuego en 3D Libre, perteneciente al género de acción en primera persona. OpenArena fue lanzado al mercado como la primera prueba de beta el 19 de agosto de 2005, un día después de que el código fuente del motor gráfico de Quake III fuera liberado bajo Licencia GPL.
OpenArena está siendo desarrollado, usando principalmente software de código Libre y abierto. El motor de juego es el Quake III GPL de la compañía id Software, el cual es completamente Libre. El motor de Juego, el código y los datos, todos son de contenido abierto. OpenArena ha sido aprobado para ser compatible con algunos mods de Quake 3.
A partir de la versión 0.8.0 se agregó un "missionpack", el cual emula a Quake III: Team Arena. A partir de la versión 0.8.5 todo el código de este fue incorporado al juego principal.

## Contenido del juego
OpenArena, en la versión 0.8.8, posee 45 mapas (31 DM y 27 CTF, de los seleccionables) y 12 modos de juego: Deathmatch, Team Deathmatch, Capture The Flag, Tourney, One Flag CTF, Harvester, Overload, Elimination, CTF Elimination, Last Man Standing, Double Domination y Domination. Los primeros 4 modos de juego también aparecen en Quake III: Arena, mientras que los últimos 5 son adiciones nuevas y los 3 modos restantes vienen de Team Arena.

## Modos de juego
El modo de juego de OpenArena es muy similar a Quake III Arena, existiendo sus modos de juego original, y sin sufrir cambios en jugabilidad, items, ni física. Desde la versión 0.6.0 se puede jugar con bots (contrincantes con inteligencia artificial). El juego contiene actualmente 12 modos de juego, cada uno con sus propias reglas:
- Deathmatch: También llamado "Combate mortal", se trata simplemente de eliminar a todos los jugadores de la partida la mayor cantidad de veces posible. El que más frags (cantidad de muertes - suicidios) obtenga al terminar el tiempo, o el que llegue primero al límite de frags, será el ganador.
- Team Deathmatch: Combate mortal por equipos. El objetivo es el mismo que en Deathmatch, pero, en este caso, los jugadores están repartidos en equipos.
- Capture The Flag: En este modo hay dos equipos, cada uno con su propia base, y una bandera en su interior. Los equipos deben tomar la bandera enemiga, volver a su base, y tocar la suya mientras está en la base, para anotar. El equipo que llegue al límite de banderas capturadas, o el que más banderas capturadas tenga al finalizar la partida, es el ganador.
- Tourney: En esta modalidad se enfrentan dos jugadores, en un duelo al estilo Deathmatch. El ganador permanece en el mapa, mientras que el perdedor pasa a espectar, entrando otro jugador en su lugar.
- Elimination: Se trata de un Team Deathmatch basado en rondas. El equipo debe eliminar a todos los miembros del equipo contrario para anotar. Los jugadores eliminados pasan a ser espectadores. Por cada ronda, el equipo ganador obtiene un punto. El equipo que más puntos tenga al finalizar las rondas gana la partida.
- CTF Elimination: Aquí, al igual que en Elimination, el equipo debe eliminar a todos los miembros del equipo contrario, y los jugadores eliminados pasan a ser espectadores. Pero también gana puntos por capturar las banderas. Por cada una de estas acciones, el equipo ganador obtiene un punto. El equipo que reúna más puntos al finalizar las rondas, se proclama vencedor.
- Last Man Standing: Es una modalidad del estilo Deathmatch, pero en la que todos los jugadores tienen una vida, y al ser eliminados pasan a ser espectadores. El último que resguarde su vida, se anota un punto. El jugador que reúna más puntos al terminar las rondas, es el vencedor.
- Double Domination: En esta modalidad de juego por equipos, los mapas poseen dos puntos de control, A y B, que reemplazan a las banderas de CTF. El objetivo es tomar los dos puntos de control y mantenerlos durante 10 segundos, (pueden ser tomados por el equipo contrario) tras lo cual el equipo que los mantuvo se anota un punto. El equipo que posea más puntos  al terminar el tiempo o llegue al límite de puntos se proclama vencedor.
- One Flag CTF: Al igual que en CTF, hay dos equipos y dos banderas, sin embargo se agrega una tercera bandera, (blanca o neutral) la cual hay que llevar a la base enemiga para anotar una captura. Nuevamente, el equipo que más capturas tenga al finalizar el tiempo o el que llegue al límite de capturas, gana la partida.
- Harvester: En este modo hay dos equipos, cada uno con base y obelisco propio, más un tercer obelisco situado en el centro del mapa. Cuando algún oponente cae, en el obelisco central caerá una calavera, la cual hay que tomar para llevar a la base enemiga (se puede llevar más de una calavera) y anotar la cantidad de puntos equivalente a las calaveras que se depositen en la base enemiga. El equipo que más calaveras consiga al finalizar el tiempo o que llegue al límite de calaveras, gana la partida.
- Overload: En este modo de dos equipos, cada uno tiene base y una gran calavera en su interior. La idea es bombardear la calavera hasta destruirla, luego de lo cual la partida vuelve a empezar. El equipo que destroce la calavera la mayor cantidad de veces al fin del tiempo, o llegue al límite, se declara ganador.
- Domination: Modo por equipos en el cual ambos equipos tratarán de mantener los puntos para ir sumando unidades. Si el mapa tiene tres puntos, cada segundo se le otorgará tres unidades al equipo que los controle; con dos puntos, se le otorgará dos unidades por segundo; y con uno, una.

Cabe aclarar que One Flag CTF, Harvester y Overload son modos de juego que ya aparecían en Team Arena.

## Requisitos del juego
- Video: OpenArena requiere hardware con soporte y aceleración OpenGL. No requiere DirectX. La línea mínima para tarjetas de video para correr el juego arranca desde la placa 3DFX Voodoo2 8MB.
- Sistema Operativo: Puede correr en Linux, todos los Windows de 32 bits, (desde Win95 hasta Win 10), también en Windows de 64 bits ya sea Windows 7, 8, 8.1 u 10, además del sistema Mac OS X. Algunas distribuciones de Linux traen OpenArena incluido.
- CPU y memoria: Cualquier procesador arrancando desde un Pentium de 90 MHz con 32 MB de RAM puede correrlo, aunque se recomienda un procesador Pentium II de 233 MHz con, al menos, 96 MB de RAM, debido al alto nivel de detalle de OpenArena en comparación a Quake III: Arena.

## Contenido adulto
OpenArena es un juego sin mucha sangre pero, algunos personajes como dark van casi desnudos, es un juego para mayores de 12 años. Algunas distribuciones de GNU/Linux incluyen el contenido para mayores en paquetes separados.

## Futuro del juego
En estos momentos se está desarrollando una versión completamente de cero con el mismo código base llamada OpenArena 3. Es un reboot en el que solamente quedará el contenido (mapas, personajes, etcétera) de mejor calidad, junto a muchas otras mejoras. El objetivo de este reboot es el de crear una versión con arte consistente.